# Guvernementet Charkov
Guvernementet Charkov var ett guvernement i Kejsardömet Ryssland 1835–1917, fordom kallat Slobodiska Ukraina.
Donets med dess bifloder samt Vorskla och Psel var de största vattendragen. De svämmade över på vårarna vidsträckta områden och ökade därmed bördigheten.
Åkerbruket utgjorde huvudnäringen; därnäst kom boskapsskötsel, i synnerhet häst- och fåravel. Av hela området var 57,2 procent åker, 23,9 procent äng, 11 procent skog och 4,7 procent improduktivt land. Hästaveln var mycket betydande och det fanns 57 stuterier. Guvernementet var Rysslands förnämsta fårmarknad. Även salt producerades (54,1 miljoner kg 1897). Industrin ökade sin betydelse kring sekelskiftet. Viktigast var vitbetssockertillverkningen, 1899–1900 producerades 118,4 miljoner kilogram socker. För övrigt förekom många bryggerier och brännerier samt en betydlig keramisk industri. I guvernementet hölls 600 årliga marknader.
Invånarna var mest ukrainare och kosacker. Guvernementet delades in i 11 kretsar (ujezd): Achtyrka, Bogoduchov, Izium, Charkov, Kupjansk, Lebedin, Starobelsk, Sumy, Valki, Vovtjansk, Zmijov.